# Polypedilum milnei
Polypedilum milnei är en tvåvingeart som beskrevs av Jean-Jacques Kieffer 1913. Polypedilum milnei ingår i släktet Polypedilum och familjen fjädermyggor. Inga underarter finns listade i Catalogue of Life.